# Onward (album)
Albums de Hawkwind
Blood of the Earth
(2010) The Machine Stops
(2016)
Onward est le vingt-cinquième album studio du groupe de space rock britannique Hawkwind. Il est sorti en 2012 sur le label Eastworld Recordings.

## Fiche technique

### Chansons
| 1. | Seasons             | Richard Chadwick, Jonathan Darbyshire, Niall Hone | 5:37 |
| 2. | The Hills Have Ears | Niall Hone, Richard Chadwick, Dave Brock          | 5:08 |
| 3. | Mind Cut            | Dave Brock                                        | 4:54 |
| 4. | System Check        | Hawkwind 2011                                     | 1:06 |
| 5. | Death Trap          | Dave Brock, Robert Calvert                        | 3:31 |
| 6. | Southern Cross      | Tim Blake                                         | 6:41 |
| 7. | The Prophecy        | Dave Brock                                        | 4:11 |
| 8. | Electric Tears      | Dave Brock                                        | 0:56 |
| 9. | The Drive By        | Dave Brock                                        | 4:39 |

| 1. | Computer Cowards          | Dave Brock                    | 5:25 |
| 2. | Howling Moon              | Dave Brock                    | 2:11 |
| 3. | Right to Decide           | Dave Brock, Alan Davey        | 6:30 |
| 4. | Aerospace Age             | Robert Calvert, Hawkwind 2008 | 5:51 |
| 5. | The Flowering of the Rose | Hawkwind 2008                 | 8:21 |
| 6. | Trans Air Trucking        | Dave Brock, Tim Blake         | 2:36 |
| 7. | Deep Vents                | Dave Brock                    | 0:32 |
| 8. | Green Finned Demon        | Dave Brock, Robert Calvert    | 5:25 |
| 9. | Sans titre                |                               | 7:54 |

### Musiciens
- Dave Brock : guitare, claviers, basse, chant
- Niall Hone : guitare, basse, claviers, échantillonnage
- Mr. Dibs : basse, chant
- Tim Blake : claviers, basse
- Richard Chadwick : batterie, chant
- Jason Stuart : claviers sur Right to Decide, Aerospace Age et The Flowering of the Rose
- Huw Lloyd-Langton : guitare sur The Hills Have Ears

### Classements et certifications
| Classement                    | Meilleure position |
| ----------------------------- | ------------------ |
| Royaume-Uni (UK Albums Chart) | 75                 |